# Loeches
Loeches est une commune de la communauté de Madrid, en Espagne. Elle est située à 28 km de la capitale Madrid.

## Personnalités liées à la commune
- Julian Romea (1813-1868), grand comédien du théâtre espagnol, y est mort.